# 체피로 푸리아시
체피로 푸리아시(이탈리아어: Zeffiro Furiassi ˈdzɛffiro fuˈrjassi[*]; 1923년 1월 19일~ 1974년 11월 4일)는 이탈리아의 전 축구 선수로, 현역 시절 수비수로 활약했다.

## 구단 경력
푸리아시는 페사로 출신이다. 그는 현역 시절에 피오렌티나와 라치오에서 활약했으며, 8시즌 동안 주전 선수로 활약하며 239번의 세리에 A 경기에 출전했지만, 득점을 기록하지는 못 했다.

## 국가대표팀 경력
이탈리아 국가대표팀 일원으로, 푸리아시는 1950년 월드컵의 두 경기에 모두 출전했는데, 이 두 경기가 국가대표팀에서 출전한 푸리아시의 경기 전부이다.